# Чорний список (телесеріал)
Чорний список (англ. The Blacklist) — американський телесеріал, що вийшов на екрани 2013 року на телеканалі NBC. Створений Джоном Бокенкампом, разом із Джеймсом Спейдером і Меган Бун у головних ролях. 
У центрі сюжету перебуває агент ФБР, яка працює з одним із найбільш розшукуваних колишніх агентів-утікачів.  3 грудня 2013 телеканал NBC подовжив телесеріал на другий сезон, прем'єра якого відбулася 22 вересня 2014. 5 лютого 2015 серіал був подовжений на третій сезон, що розпочався 1 жовтня 2015 року.
5 грудня 2015 року Джон Бокенкамп оголосив про прем'єру четвертого сезону телесеріалу (2016-2017). 
11 березня 2019 року канал NBC оголосив про продовження серіалу на сьомий сезон, який розпочався 4 жовтня 2019. 20 лютого 2020 року NBC продовжив серіал на восьмий сезон, прем'єра якого відбулася 13 листопада 2020 року.
26 січня 2021 року, після вдалого початку восьмого сезону, серіал продовжений на дев'ятий сезон. 22 лютого 2022 року серіал було продовжено на фінальний десятий сезон прем'єра якого заплановано на 26 лютого 2023 року.
Кожен сезон серіалу був високо оцінений телевізійними критиками США, а акторська робота Джеймса Спейдера відзначена номінацією на премію «Золотий глобус».

## Сюжет
Реймонд "Ред" Реддінгтон, колишній офіцер ВМС США, який зник двадцять років тому і став одним з десяти найбільш розшукуваних  утікачів, здається в руки помічника директора ФБР Гарольда Купера в штаб-квартирі агентства у Вашингтоні, округ Колумбія. Передавши до ФБР "Чорний список", Реддінгтон стверджує, що злочинці та терористи в списку настільки небезпечні й хитрі, що Купер не знає навіть про їх існування. Він пропонує Куперу свої знання та допомогу при виконанні двох умов: імунітет від судового переслідування і співпрацю виключно з Елізабет Кін, новачком у ФБР. Кін і Купер підозріло ставляться до інтересів Реддінгтона в цій ситуації. У першому епізоді Реддінгтон пропонує знайти вбивцю і терориста та показує, що ця людина була тільки перша в його «чорному списку» світових злочинців, які він зібрав за час своєї злочинної кар'єри, і заявляє, що в нього і ФБР є взаємний інтерес в їх усуненні.
По ходу серіалу таємниці Реддінгтона і його інтереси до життя Ліз виявляються повільно. Більшість поворотів у сюжеті серіалу здійснюються за участі інших персонажів.

## Список епізодів
| Сезон | Сезон | Епізоди | Оригінальна дата показу | Оригінальна дата показу | Рейтинг Nielsen | Рейтинг Nielsen    | Рейтинг Nielsen |
| Сезон | Сезон | Епізоди | Прем'єра сезону         | Фінал сезону            | Оцінка          | Глядачі (мільйони) |                 |
| ----- | ----- | ------- | ----------------------- | ----------------------- | --------------- | ------------------ | --------------- |
|       | 1     | 22      | 23 вересня 2013         | 12 травня 2014          | 6               | 14.95              |                 |
|       | 2     | 22      | 22 вересня 2014         | 14 травня 2015          | 14              | 13.76              |                 |
|       | 3     | 23      | 1 жовтня 2015           | 19 травня 2016          | 22              | 11.19              |                 |
|       | 4     | 22      | 22 вересня 2016         | 18 травня 2017          | 30              | 9.25               |                 |
|       | 5     | 22      | 27 вересня 2017         | 16 травня 2018          | 42              | 8.41               |                 |
|       | 6     | 22      | 3 січня 2019            | 17 травня 2019          | 54              | 7.18               |                 |
|       | 7     | 19      | 4 жовтня 2019           | 15 травня 2020          | 50              | 6.88               |                 |
|       | 8     | 22      | 13 листопада 2020       | 23 червня 2021          | 51              | 5.47               |                 |
|       | 9     | 22      | 21 жовтня 2021          | 27 травня 2022          | 50              | 4.77               |                 |

## Актори та персонажі

### Основний склад
- Меган Бун — агент ФБР Елізабет Кін
- Джеймс Спейдер — Реймонд «Ред» Реддінгтон, «Консьєрж злочинності», колишній урядовий агент і один з найбільш розшукуваних злочинців у світі.
- Діего Клаттенхофф — агент ФБР Дональд Ресслер
- Гаррі Леннікс — Гарольд Купер, заступник директора управління ФБР з контртероризму.
- Парміндер Награ — агент ЦРУ Миру Малик
- Райан Егголд — Том Кін, чоловік Елізабет.

### Другорядний склад
- Хішам Тавфік — Дамбе, один з охоронців Реддінгтона.
- Дебора С. Крейг — Лули Женг, один з охоронців Реддінгтона.
- Амір Арісон — Арам Можтабай, комп'ютерний фахівець ФБР.
- Джейн Александер — Дайан Фоулер, директор управління ФБР з контртероризму.
- Алан Алда — Фітч, колишній колега Реддінгтона, спраглий убити його.
- Чарльз Бейкер — Грей, один з охоронців Реддінгтона.
- Джанель Молоні — Кет Гудсон
- Олек Крупа — Леонід Жавін

## Історія створення
У середині серпня 2012 телеканал NBC купив сценарій пілотного епізоду у Джона Бокенкампа і Sony Pictures Television, а 22 січня 2013 телеканал дав зелене світло на знімання пілотного епізоду.
Кастинг на головні ролі почався в лютому 2013 року. 1 березня було оголошено, що Меган Бун буде відігравати провідну роль в пілоті, а два тижні потому Джеймс Спейдер приєднався до проекту у головній чоловічій ролі.
10 травня 2013 NBC дав зелене світло телесеріалу й замовив знімання нових серій для трансляції в сезоні 2013-14 років. Серіал отримав бажаний тайм-слот після реаліті-шоу The Voice, самої рейтингової програми каналу.

## Нагороди та номінації
| Рік  | Премія                                                 | Категорія                                                    | Номінант                    | Результат |
| ---- | ------------------------------------------------------ | ------------------------------------------------------------ | --------------------------- | --------- |
| 2014 | Золотий глобус                                         | Найкращий актор - телесеріал-драма                           | Джеймс Спейдер              | Номінація |
| 2014 | Вибір народу                                           | Улюблена телевізійна драма                                   | Чорний список               | Номінація |
| 2014 | Entertainment Weekly Нагороди за фінальну серію сезону | Найкращий романтичний епізод в захоплюючій сцені серіалу     | "Берлін.(No. 8) Розв'язка"  | Номінація |
| 2014 | Entertainment Weekly Нагороди за фінальну серію сезону | Найсмішніший момент в драмі                                  | "Берлін.(No. 8) Розв'язка"  | Номінація |
| 2014 | Entertainment Weekly Нагороди за фінальну серію сезону | Найбільш спірний поворот серіалу                             | "Берлін.(No. 8) Розв'язка"  | Номінація |
| 2014 | Entertainment Weekly Нагороди за фінальну серію сезону | Найкраща остання спроба                                      | "Берлін.(No. 8) Розв'язка"  | Номінація |
| 2014 | Entertainment Weekly Нагороди за фінальну серію сезону | Очевидний претендент на номінацію Еммі                       | "Берлін.(No. 8) Розв'язка"  | Номінація |
| 2014 | Entertainment Weekly Нагороди за фінальну серію сезону | Найбільш шокуючий та неочікуваний епізод                     | "Берлін.(No. 8) Розв'язка"  | Номінація |
| 2014 | Прайм-тайм мистецтва в нагороді Еммі                   | Видатний трюк у драматичному серіалі, мінісеріалі або фільмі | Чорний список               | Перемога  |
| 2014 | ASCAP Музична нагорода кіно і телебачення              | Найкращий телесеріал                                         | Чорний список (Дейв Портер) | Перемога  |
| 2014 | Нагорода Saturn                                        | Найкращий реліз серії телесеріалу                            | Чорний список               | Номінація |
| 2014 | Нагорода Saturn                                        | Найкраща чоловіча роль в телесеріалі                         | Джеймс Спейдер              | Номінація |
| 2015 | Золотий глобус                                         | Найкращий актор - телесеріал-драма                           | Джеймс Спейдер              | Номінація |